# Beauvaistapeter

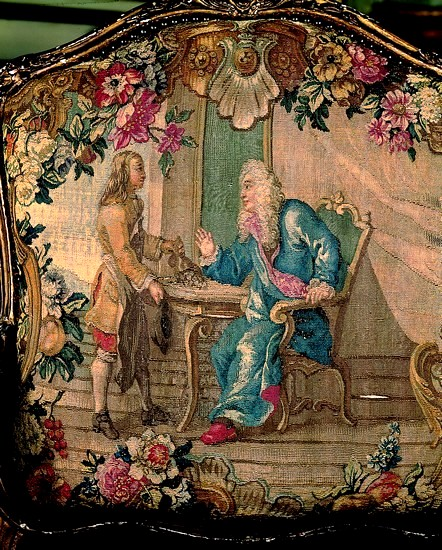
Beauvais-tapisseri använd som möbelbaksida, La Fontaines skomakare och finansierare, design av Jean-Baptiste Oudry cirka 1734.

Beauvaistapeter (Franska: Manufacture de Beauvais) är en historisk tapisserifabrik som tillverkade exklusiva vävda tapeter i Beauvais i norra Frankrike.
Beauvais tapetfabrik var den näst största efter Gobelins tapetfabrik av de franska tapisseriverkstäder som grundades under generaldirektören Jean-Baptiste Colbert, Louis XIV:s finansminister. Den fullständiga franska beteckningen för Les Gobelins Manufaktur är Manufacture nationale des Gobelins. Medan den kungliga gobelängfabriken Les Gobelins tillverkade gobelänger för kungliga bostäder och som ambassadörsgåvor, så var tillverkningen vid Beauvais alltid ett privat företag. Beauvais, som specialiserat sig på lågvarps tapetvävning, trots att patentbrevet från 1664, som auktoriserat företaget och erbjudit kungligt skydd, lämnade även fältet öppet för produktion av högvarpstapeter. Jean-Baptiste Oudry var ledare för Les Goblins Manufaktur 1733–1755. 

## Historik

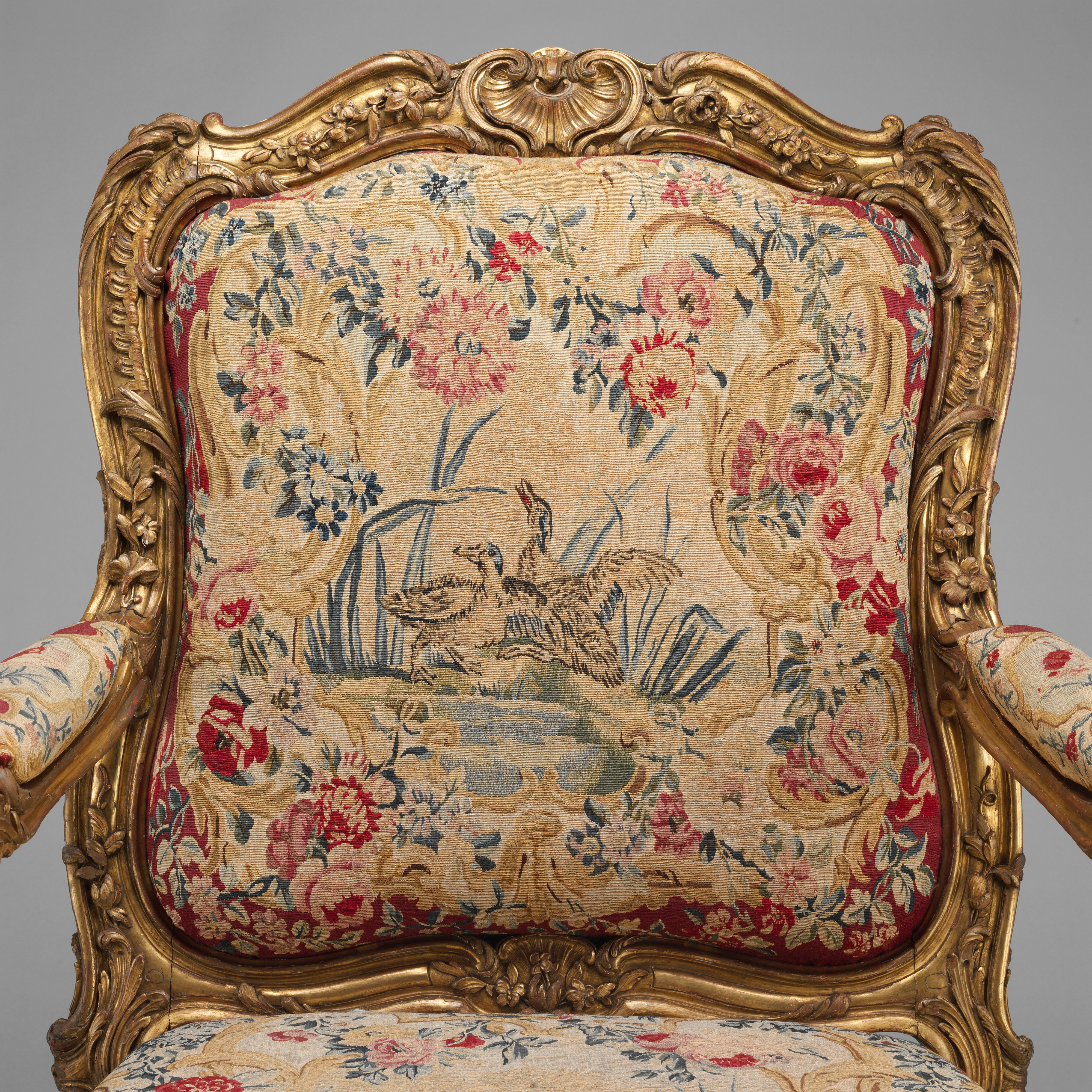
Fåtölj (fauteuil à la reine) (del av en uppsättning), design av Jean-Baptiste Oudry och Pierre Contant d'Ivry, vävd i Beauvais ca 1754-56. Metropolitan Museum of Art, New York.

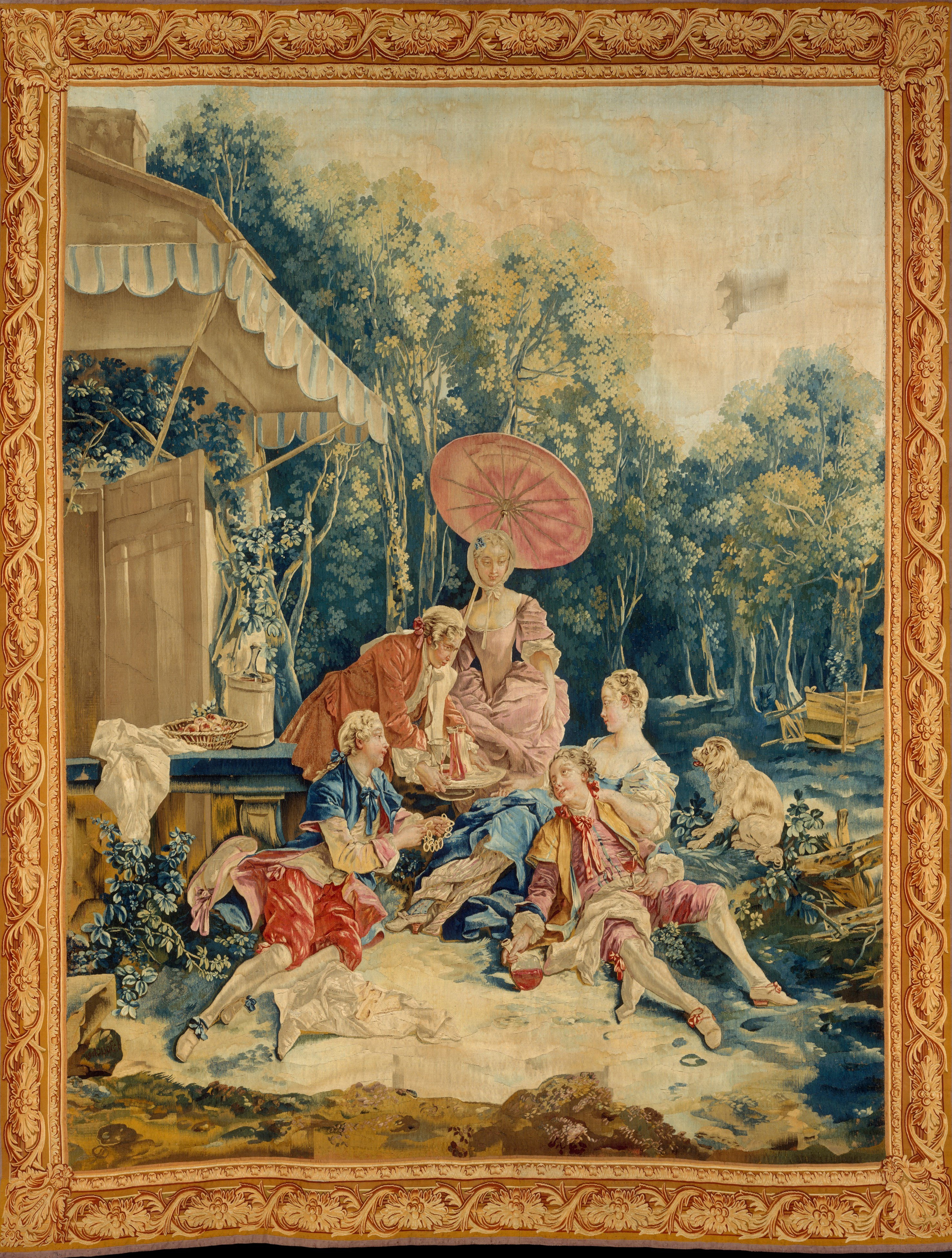
Samling från en uppsättning av italienska byscener, François Boucher, vävd i Beauvais, designad 1734-1736, vävd 1762. Metropolitan Museum of Art, New York.

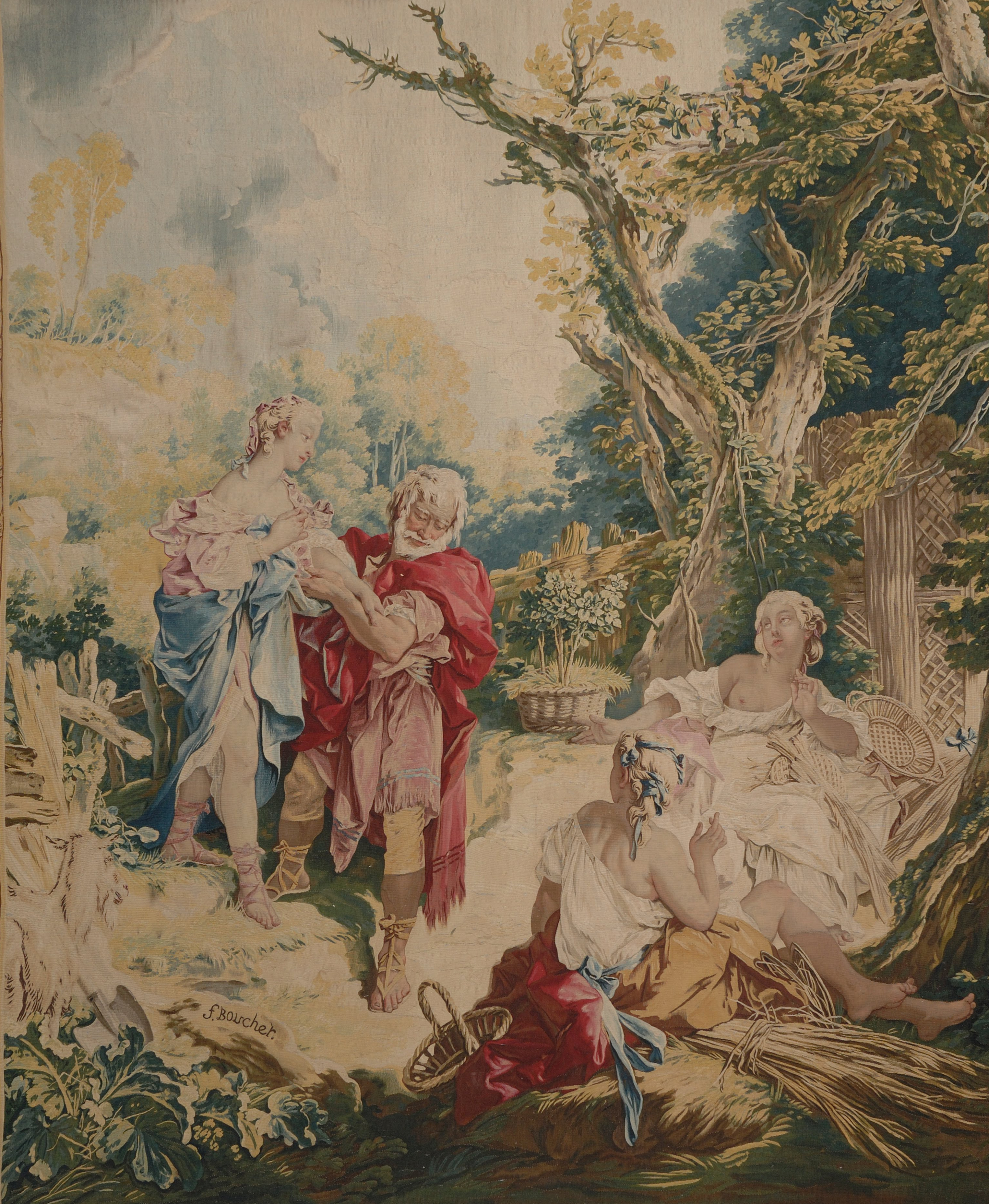
Psyke och korgmakaren, från en uppsättning av fem gobelänger, som heter Sagan om Psyke, François Boucher, vävd i Beauvais, designad november 1741 - augusti 1742. Philadelphia Museum of Art, Philadelphia, Pennsylvania.

Tillverkningen startades 1664 på initiativ av Jean-Baptiste Colbert under ledning av Louise Hinart. De mest berömda tapeterna vävdes här under rokokotiden då konstnären François Boucher ritade förlagorna. Före Boucher hade Jean-Baptiste Oudry varit direktör för tapetväveriet i Beauvais och målat många av kartongerna. Den tid då Oudry var chef var inte lika harmonisk som Bouchers. För all tapetkonst är det väsentligt att vävarna ges tillfälle att utveckla sin egen begåvning och att den färdiga produkten får textil karaktär. Oudry hade en avvikande, felaktig uppfattning. Han begärde att tapeterna slaviskt skulle kopiera hans målade förlagor. Däremot var Oudry begåvad som konstnär och även mångsidig. Jean-Baptiste Oudry skapade scenografier till teater- och operaföreställningar liksom många samtida franska kolleger. Han målade också landskap, blommor, frukter och historiska scener. Så småningom inriktade han sig på djurskildringar, främst jaktscener. Åt Stockholms slott köpte Carl Gustaf Tessin många av Oudrys verk.
Den stora serien Grotesker, som initierades på 1690-talet blev en grunden för Beauvais-produktionen, vävd genom Régence, då Frankrike styrdes av Filip II av Orléans under den historiska perioden 1715–1723. Kartongerna, som inspirerades av Jean Bérain den äldres gravyr och utfördes efter teckningar av Jean-Baptiste Monnoyer, en målare som var knuten till fabriken Les Gobelins och grundades på fantasifull groteskornamentik. Mot senapsgula grunder finns vaser och korgar av frukt med fåglar, en specialitet av Monnoyer. Dessa kontrasterade med livliga figurer, ibland akrobater och dansare, ibland från Commedia dell'arte i slank och fantasifull arabesk arkitektur.
År 1734 blev konstnären Jean-Baptiste Oudry (1686–1755) chef för Beauvais-tapisserimanufaktur. Några av hans mönster väckte företagets stora berömmelse, såsom de för tapisseriserien "Country Amusements" (1730), "Moliere Comedies" (1732) och "The Fonts of Fables" (1736). Designerna för den senaste serien var relaterade till de 277 illustrationerna som Oudry gjorde för en fyra-volymupplaga av fablerna. Hans andra bokillustrationer inkluderade dem för utgåvor av Don Quijote och Le Roman comique. År 1736 blev han inspektörsgeneral i Gobelins tapisserifabrik, eller Manufacture des Gobelins i Paris, och han designade en serie tapisserier (1736–1749) som skildrade Ludvig XV:s jakt. Han var också beordrad att måla hundarna i kungens park och utsågs till officiell målare av kungliga jakter. Oudrys tapisserier, liksom hans målningar, var högt uppskattade för sin tonala, subtila och livliga naturstudie. Bland hans senare livslivar är den välkända "White Duck" (1753), en turné av kraft av exakt ritning och känsliga vita-vitt tonaliteter. Oudrys tjänster söktes inte bara av Ludvig XV, utan av tsar Peter den store i Ryssland, Sveriges drottning och prinsen i Mecklenburg-Schwerin. I Les Gobelins tillverkades tapeter i såväl haute-lisse som basse-lisse ända fram till 1825, då tillverkningen av tapeter flyttades till Beauvais för att ge plats åt matt-tillverkning.
Den franske rokokomålaren Jean-Baptiste Oudry var född 17 mars 1686 i Paris och avled 30 april 1755 i Beauvais, han var tapisseridesigner, illustratör och han betraktades som en av de största djurmålarna under 1700-talet. Han hade först studerat porträttmålning för Nicolas de Largillière, en porträttör av det parisiska samhället, genom vilket han gjorde många kontakter. Hans tidiga porträtt har ofta en arkadisk inställning och ömhet samt är känslomässigt charmig i rokokotraditionen. I sin tidiga karriär utförde Oudry många stilleben, som användes som dekorativa inlägg för panelerade rum. Efter att han var medlem i den franska kungliga akademin år 1719 bestod hans arbete i stor utsträckning av djurmålningar, tapetdesign och bokillustrationer.
För att komplettera de tecknade kartongerna vände sig Jean-Baptiste Oudry till andra artister för sin produktion. Från Charles-Joseph Natoires mönster vävde Beauvais  Don Quijote-serien och från François Boucher, som började 1737, vävde Beauvais  en lång serie av sex sviter av tapisserivåder. Totalt var det fyrtiofem objekt som vävdes och de utgör de välkända Boucher-Beauvais-sviterna. Sviterna förkroppsligar rokokostilen: Fêtes Italiennes är en uppsättning byfestivaler som framställer den romerska landsbygden, Nobles Pastorales är ytterligare en serie med sex chinoiserier, nu i en lättare rokokohantering. Bouchers åtta skisser i olja för dessa Tentures chinoises visades i Parissalongen 1742. Det var ovanligt att konstnärens skisser utvidgades för att ge tecknade kartonger, som i det här fallet, överföringen till tecknade kartonger gjordes av Jean-Joseph Dumons de Tulle. Den framgångsrika serien vävdes i Beauvais minst tio gånger mellan juli 1743 och augusti 1775. Dessutom gjordes ytterligare kopior på Aubusson tapetväveri i Aubusson i mellersta Frankrike. Vid Abusson gobelängfabrik arbetade man också efter förlagor av François Boucher, men även efter förlagor av målningar av Nicolas Lancret, Claude Gillot och Antoine Watteau.
Den 30 januari 1734 mottogs François Boucher som historiemålare vid den kungliga akademien i Paris, Académie Royale de Peinture et de Sculpture, vid presentationen av sin målning från 1732, Renaud och Armide, som nu bevaras i Louvren. Efter presentationen av sin målning kallade Jean-Baptiste Oudry, som var direktör för Beauvais manufakturfabrik sedan 1734, till sig Boucher och bad honom om flera moderna modeller. Den 2 juli 1735 utsågs François Boucher tillsammans med Charles-André van Loo och Charles-Joseph Natoire till adjungerad professor vid den kungliga akademien. Denne Charles-André van Loo utnämndes i mitten på 1730-talet till hovmålare i Paris och han fick då uppdrag från den högre societeten i Paris och hovet. Vid sitt besök i Paris 1744 beställde Carl Hårleman av honom ett antal dörröverstycken till Stockholms slott. År 1763 utnämndes Loo till direktör för den franska akademien i Paris. Samma år som Boucher presenterade sin målning vid den kungliga akademien blev Boucher lärare vid akademien och hans karriär accelererade från denna tidpunkt då han blev professor och rektor för Académie Royale de Peinture et de Sculpture. Senare blev han inspektör vid gobelängfabriken Manufacture des Gobelins i Paris. Fabriken Les Gobelins är mest känd för att ha levererat gobelänger till Ludvig XIV och andra senare franska monarker. År 1765 blev François Boucher kunglig hovmålare åt Ludvig XV.
För Beauvais manufaktur utformade Boucher också Sagan om Psyche och på toppen av allt utformade han dessutom Amours des Dieux, "Guds älsklingar", efter hans målningar, som levererades 1747–1749. Så sent som 1774 vävdes i Beauvais en uppsättning från de nio ämnena, men aldrig alla ämnen i en och samma uppsättning. 

## Bilder (exempel)

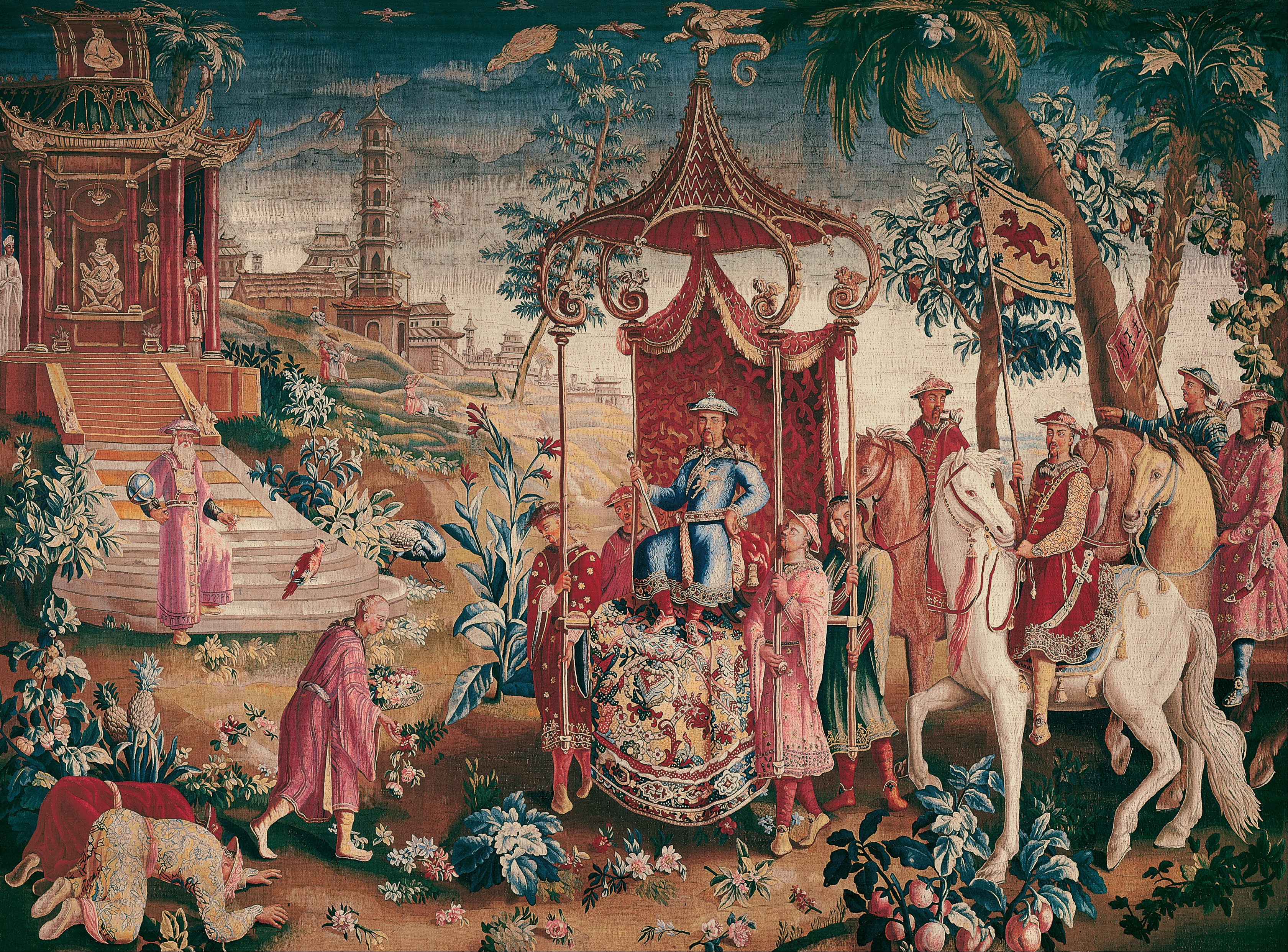
Prinsens resa.
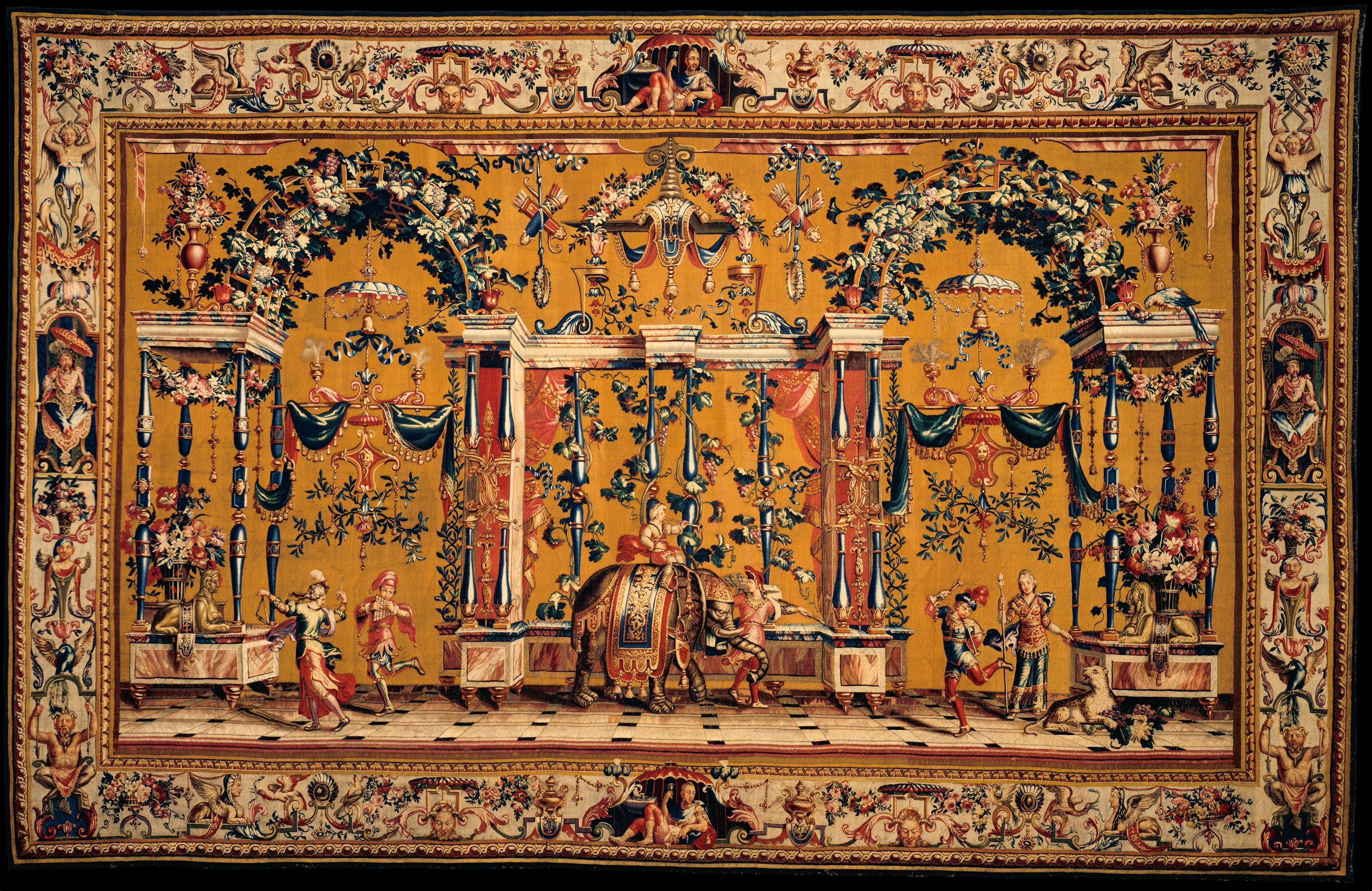
Elefanten.
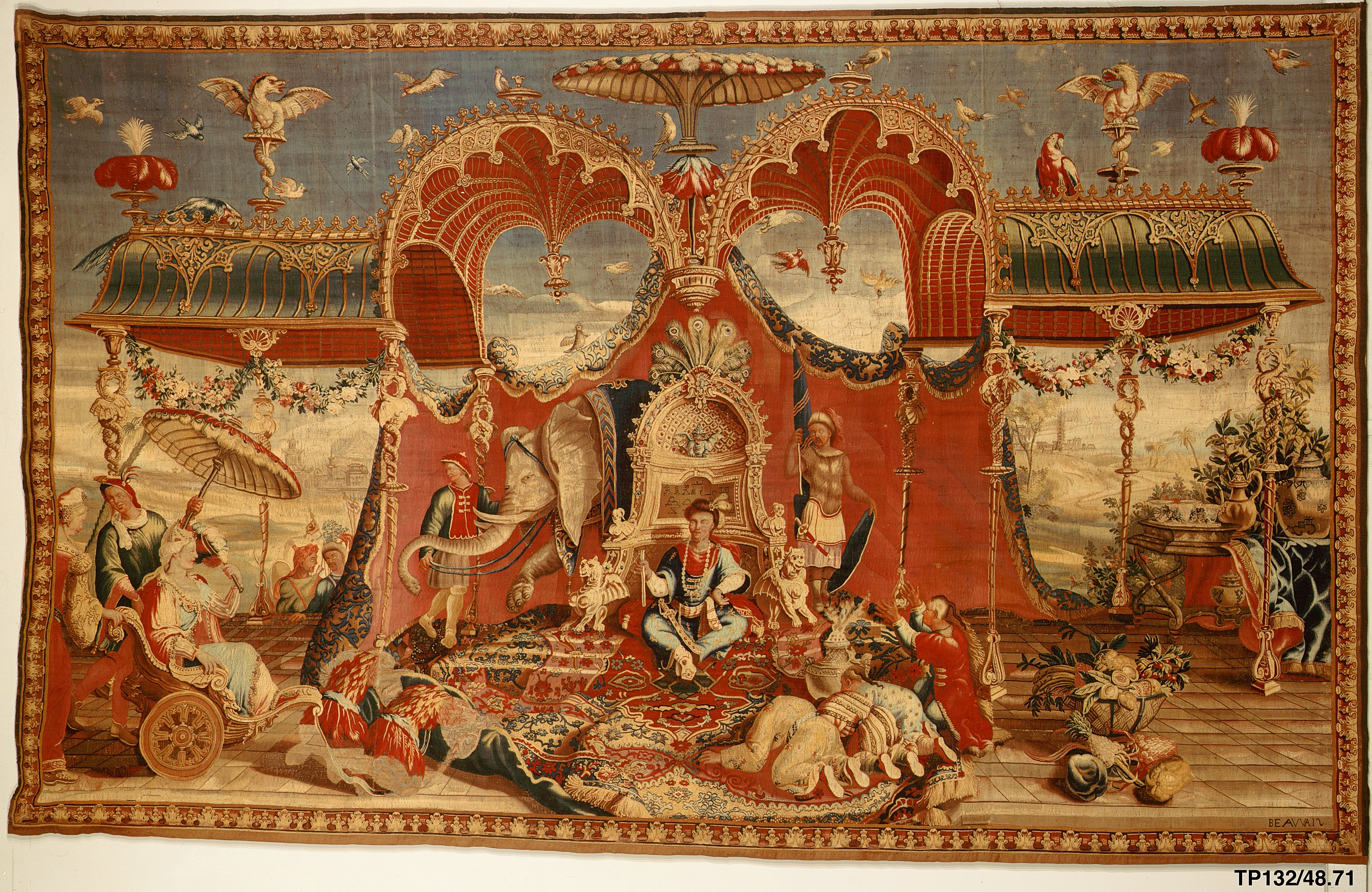
The Audience of the Emperor.
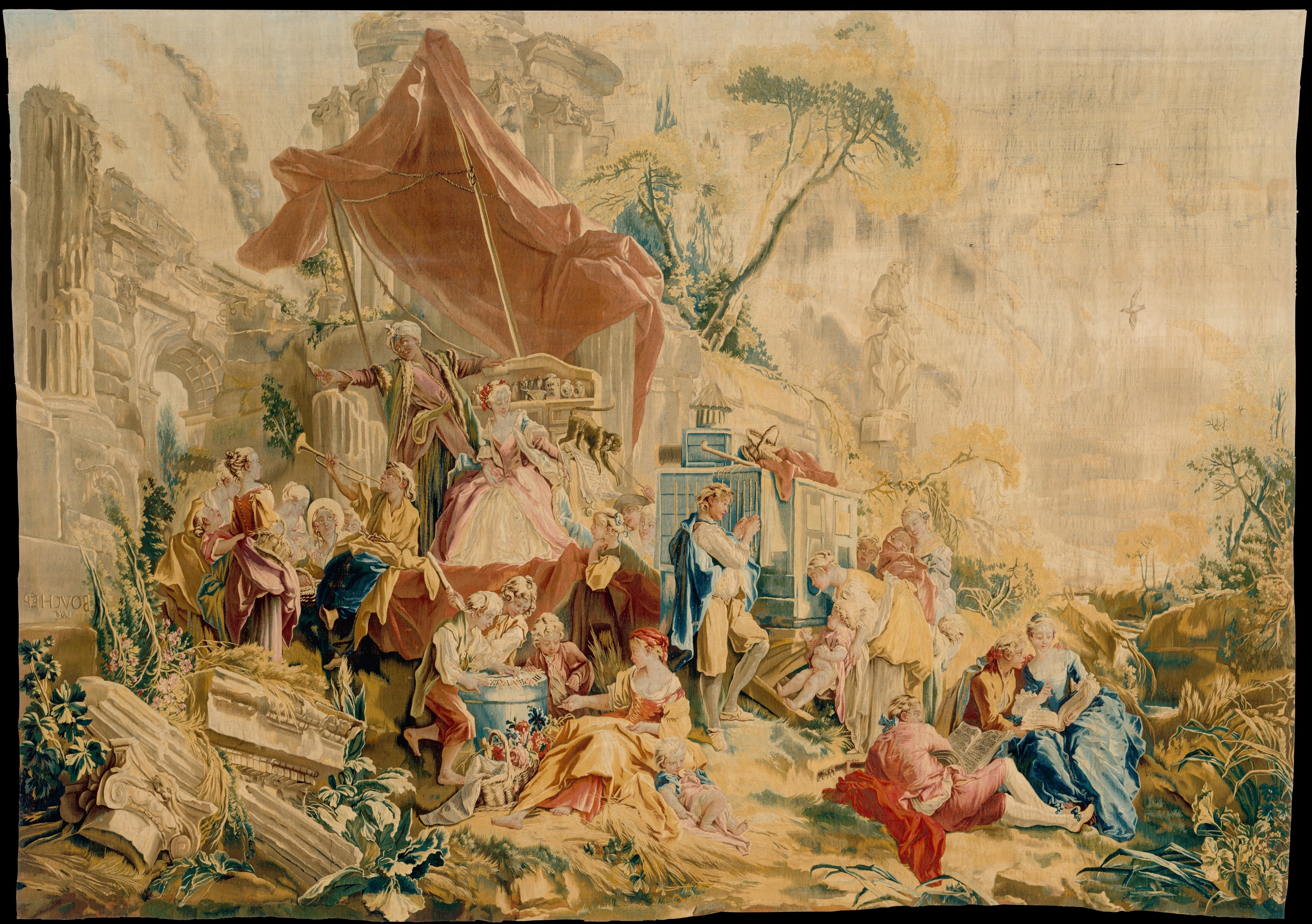
The Charlatan and the Peep Show.